# Ганну Вірта
Ганну Вірта (фін. Hannu Virta; народився 22 березня 1963 у м. Турку, Фінляндія) — фінський хокеїст, захисник. Асистент тренера «Йокеріт» (Гельсінкі). Член Зали слави фінського хокею (2003).
Вихованець хокейної школи ТПС (Турку). Виступав за ТПС (Турку), «Баффало Сейбрс», «Грассгоппер» (Цюрих), «ЦСК Лайонз».
У складі національної збірної Фінляндії провів 167 матчів; учасник зимових Олімпійських ігор 1994, учасник чемпіонатів світу 1987, 1989, 1991, 1994, 1995, 1996 і 1997, учасник Кубка Канади 1987, учасник Кубка світу 1996. У складі молодіжної збірної Фінляндії учасник чемпіонату світу 1982. У складі юніорської збірної Фінляндії учасник чемпіонату Європи 1981. 
Бронзовий призер зимових Олімпійських ігор 1994. Чемпіон світу (1995), срібний призер (1994). Чемпіон Фінляндії (1989, 1990, 1991, 1993). Володар Кубка Європейських чемпіонів (1994). Чемпіон Євроліги (1997).
Після завершення ігрової кар'єри працював головним тренером ТПС (Турку), ХК «Лугано». З 2010 року — асистент тренера «Йокеріт» (Гельсінкі).